# Lithobius zelazovae
Lithobius zelazovae är en mångfotingart som beskrevs av Kaczmareck 1975. Lithobius zelazovae ingår i släktet Lithobius och familjen stenkrypare.
Artens utbredningsområde är Bulgarien. Inga underarter finns listade i Catalogue of Life.